# Coburg
|  | Per a altres significats, vegeu «Coburg (desambiguació)». |

Coburg és una ciutat a la regió de l'Alta Francònia de l'estat lliure de Baviera a la República federal d'Alemanya. És a la riba de l'Itz prop de la més populosa ciutat de Bamberg. La seva població és de 42.257 habitants. La incorporació a Baviera en lloc de Turíngia, el land històric al qual pertanyia es realitzà a través de referèndum popular l'any 1920.

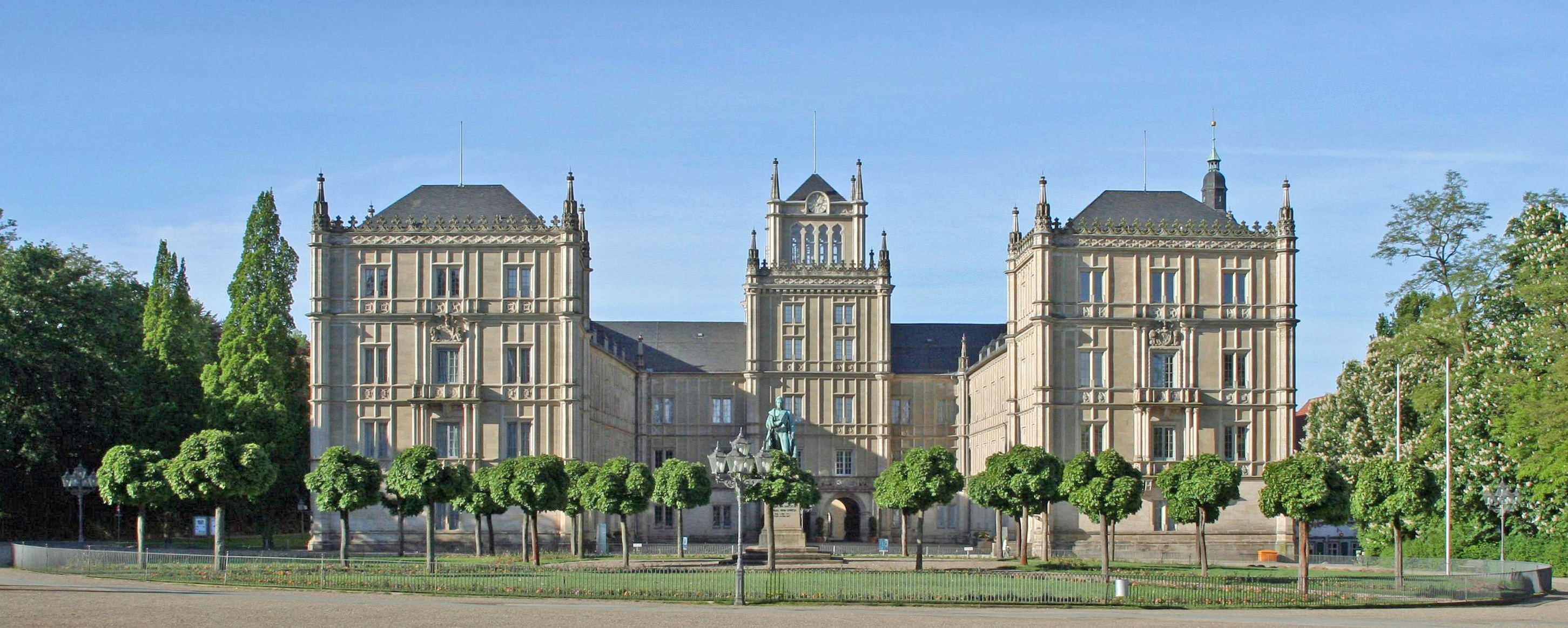
El castell Ehrenburg

La ciutat ha esdevingut un centre turístic destacat pròxim a la ciutat de Bamberg i que destaca pels seus castells i el seu magnífic centre històric.
Políticament parlant, el Rathaus (ajuntament) és dominat segons els resultats de l'any 2004 per l'SPD amb divuit regidories seguida de prop per la CSU.
- SPD: 18 escons
- CSU: 14 escons
- Partit Liberal: 3 escons
- FDP: 2 escons
- Partit Verd: 2 escons
- ÖDP: 1 escó.

Religiosament parlant la ciutat té un 60% d'evangelistes, un 20% de catòlics i un 16% d'agnòstics.

## Història

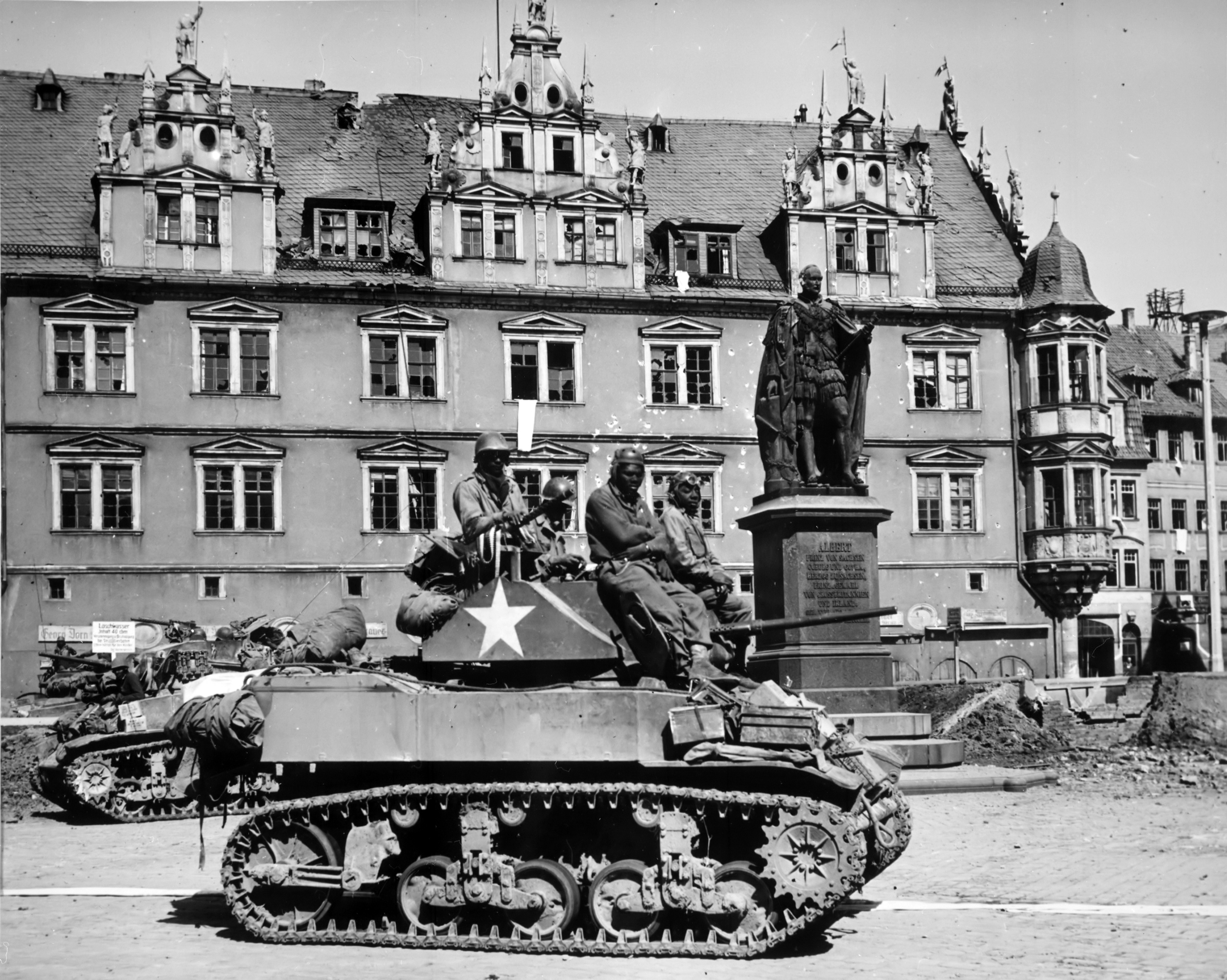
L'ocupació estatunidenca de la ciutat el 1945.

La ciutat de Coburg fou fundada al llarg de l'alta edat mitjana com un lloc de pas de les nombroses rutes comercials que travessaven el centre d'Europa. L'any 1353 després de diverses disputes nobiliàries el territori de Coburg passà a dependre de la casa saxona de Wettin. El segle xvii es constituí en la capital del petit ducat de Saxònia-Coburg al qual incorporaria els territoris de Saafeld i de Gotha al llarg dels segles xviii i l'any 1823. El 1823 es constitueix el ducat de Saxònia-Coburg Gotha que tindria vigència sobirana fins al 1918.
L'any 1920 els ciutadans de Coburg elegiren incorporar-se al land de Baviera en lloc del de Turíngia com feren els altres principats i ducats saxons. Aquest fet feu que la ciutat pertanyés després de la Segona Guerra Mundial a la República Federal d'Alemanya. La seva proximitat al Teló d'acer feren que durant la Guerra Freda la ciutat esdevingués una àrea poc afavorida econòmicament i no fos fins després de la reunificació de 1990 que a la ciutat i la regió s'iniciés una forta revitalització.

## Fills il·lustres
- Eric Weidt, compositor.
- Selmar Bagge (1823-1896), compositor i violoncel·lista.